# فرانسه در المپیک
کشور فرانسه در بازی‌های المپیک توانسته 713 مدال در بازی‌های المپیک تابستانی و ۹۴ مدال در بازی‌های المپیک زمستانی کسب کند.

## جدول مدال‌ها بر پایه بازی‌ها

### بازی‌های المپیک تابستانی
| بازی              | ورزشکار | طلا | نقره | برنز | مجموع | رتبه |
| ۱۸۹۶ آتن          | ۱۳      | ۵   | ۴    | ۲    | ۱۱    | ۴    |
| ۱۹۰۰ پاریس        | ۴۹۱     | ۲۶  | ۴۱   | ۳۴   | ۱۰۱   | ۱    |
| ۱۹۰۴ سنت لوییس    | ۱       | ۰   | ۰    | ۰    | ۰     | –    |
| ۱۹۰۸ لندن         | ۳۶۳     | ۵   | ۵    | ۹    | ۱۹    | ۴    |
| ۱۹۱۲ استکهلم      | ۱۱۹     | ۷   | ۴    | ۳    | ۱۴    | ۵    |
| ۱۹۲۰ آنتورپ       | ۳۰۴     | ۹   | ۱۹   | ۱۳   | ۴۱    | ۸    |
| ۱۹۲۴ پاریس        | ۴۰۱     | ۱۳  | ۱۵   | ۱۰   | ۳۸    | ۳    |
| ۱۹۲۸ آمستردام     | ۲۵۵     | ۶   | ۱۰   | ۵    | ۲۱    | ۷    |
| ۱۹۳۲ لس آنجلس     | ۱۰۳     | ۱۰  | ۵    | ۴    | ۱۹    | ۳    |
| ۱۹۳۶ برلین        | ۲۰۱     | ۷   | ۶    | ۶    | ۱۹    | ۵    |
| ۱۹۴۸ لندن         | ۳۱۶     | ۱۰  | ۶    | ۱۳   | ۲۹    | ۳    |
| ۱۹۵۲ هلسینکی      | ۲۴۵     | ۶   | ۶    | ۶    | ۱۸    | ۷    |
| ۱۹۵۶ ملبورن       | ۱۳۷     | ۴   | ۴    | ۶    | ۱۴    | ۱۱   |
| ۱۹۶۰ رم           | ۲۳۸     | ۰   | ۲    | ۳    | ۵     | ۲۵   |
| ۱۹۶۴ توکیو        | ۱۳۸     | ۱   | ۸    | ۶    | ۱۵    | ۲۱   |
| ۱۹۶۸ مکزیکو سیتی  | ۲۰۰     | ۷   | ۳    | ۵    | ۱۵    | ۶    |
| ۱۹۷۲ مونیخ        | ۲۲۷     | ۲   | ۴    | ۷    | ۱۳    | ۱۷   |
| ۱۹۷۶ مونترال      | ۲۰۶     | ۲   | ۳    | ۴    | ۹     | ۱۵   |
| ۱۹۸۰ مسکو         | ۱۲۱     | ۶   | ۵    | ۳    | ۱۴    | ۸    |
| ۱۹۸۴ لس آنجلس     | ۲۳۸     | ۵   | ۷    | ۱۶   | ۲۸    | ۱۲   |
| ۱۹۸۸ سئول         | ۲۶۶     | ۶   | ۴    | ۶    | ۱۶    | ۹    |
| ۱۹۹۲ بارسلونا     | ۳۳۹     | ۸   | ۵    | ۱۶   | ۲۹    | ۹    |
| ۱۹۹۶ آتلانتا      | ۲۹۹     | ۱۵  | ۷    | ۱۵   | ۳۷    | ۵    |
| ۲۰۰۰ سیدنی        | ۳۳۶     | ۱۳  | ۱۴   | ۱۱   | ۳۸    | ۶    |
| ۲۰۰۴ آتن          | ۳۰۸     | ۱۱  | ۹    | ۱۳   | ۳۳    | ۷    |
| ۲۰۰۸ پکن          | ۳۲۳     | ۷   | ۱۶   | ۱۸   | ۴۱    | ۱۰   |
| ۲۰۱۲ لندن         | ۳۳۰     | ۸   | ۷    | ۹    | ۲۴    | ۷    |
| ۲۰۱۶ ریو د ژانیرو | ۳۱      | ۱۰  | ۱۸   | ۱۴   | ۴۲    | ۷    |
| ۲۰۲۰توکیو         |         | 10  | 12   | 11   | 33    | 8    |
| مجموع             | مجموع   | ۲۱۲ | ۲۴۱  | ۲۶۰  | ۷۱۳   | ۴    |